# Mostarda
La mostarda és un plat italià fet amb fruita, sucre i essència de mostassa, en general molt picant. Des de l'aparició de determinades varietats, com la popular i apreciada mostarda de Cremona, es confon sovint amb dolços de grans dimensions, però segueix sent una recepta amb sabor molt fort que combina amb plats salats. La quantitat de gotes de mostassa sol oscil·lar entre deu i vint gotes per quilogram de mostarda, segons la intensitat de gust que es desitgi. El seu nom és font de molts malentesos a causa de la seva referència al francès  moustarde , que fa referència tant a la mostassa com a condiment que s'elabora d'ella, incloent la famosa mostassa de Dijon (moutarde de Dijon), a base de vinagre, sal i llavors de mostassa. Els dos productes, i l'etimologia del nom, només tenen en comú l'ús de la mateixa planta.